# Техно-транс
Техно-транс или тек-транс (англ. tech trance) — поджанр транс-музыки. Является смешением мелодий, характерных для транса и ударных/басов характерных для техно (как правило это набор повторяющихся усиленных и искаженных ударных, бас же может быть как обычным электронным, так же и подменяться ударным, усиленных на низких частотах, а также сопровождаться различными эффектами). Музыкальный темп: 130—150 ударов в минуту. Практически исключены натуральные инструменты, преобладают электронные. Повсеместно используются повторения циклов и прогрессии.
Техно-транс появился в первой половине 1990-х годов. Яркие представители: Оливер Либ (L.S.G.), Свен Ват, Ральф Арманд Бек (DJ Taucher), Инго Кунци (Ayla, Tandu), Андреас Томалла (Talla 2XLC), Матиас Хоффманн (Cygnus X), Пол ван Дайк, Jam & Spoon и другие.
В начале 2000-х годов началась вторая волна тек-транса. Такие лейблы как Detox Records, Reset Records, Oxygen, High Contrast начали зарождать новое звучание данного субжанра. Такие диджеи как Марк Шерри, Шон Тайс, Саймон Паттерсон, Marco V, W&W, Сандер Ван Дорн, Марсель Вудс, начали задавать моду в тек-транс звучании и стали флагманом этого звучания. В начале 2010-хх спрос на тек-транс начал падать, а вышеперечисленные артисты и лейблы начали постепенно отказываться от этого жанра в пользу более модных. Единственной движущей силой данного направления оставался Марк Шерри и его радиошоу «Outburst». В 2014 году Марк запускает лейбл Outburst, благодаря которому началась новая эпоха тек-транса. Постепенно это направление стало набирать былые обороты, начали появляться новые диджеи в этом направлении, а также некоторые диджеи, которые отказались от этого направления в свое время, начали в него возвращаться.